# Kirchspiel (Dülmen)

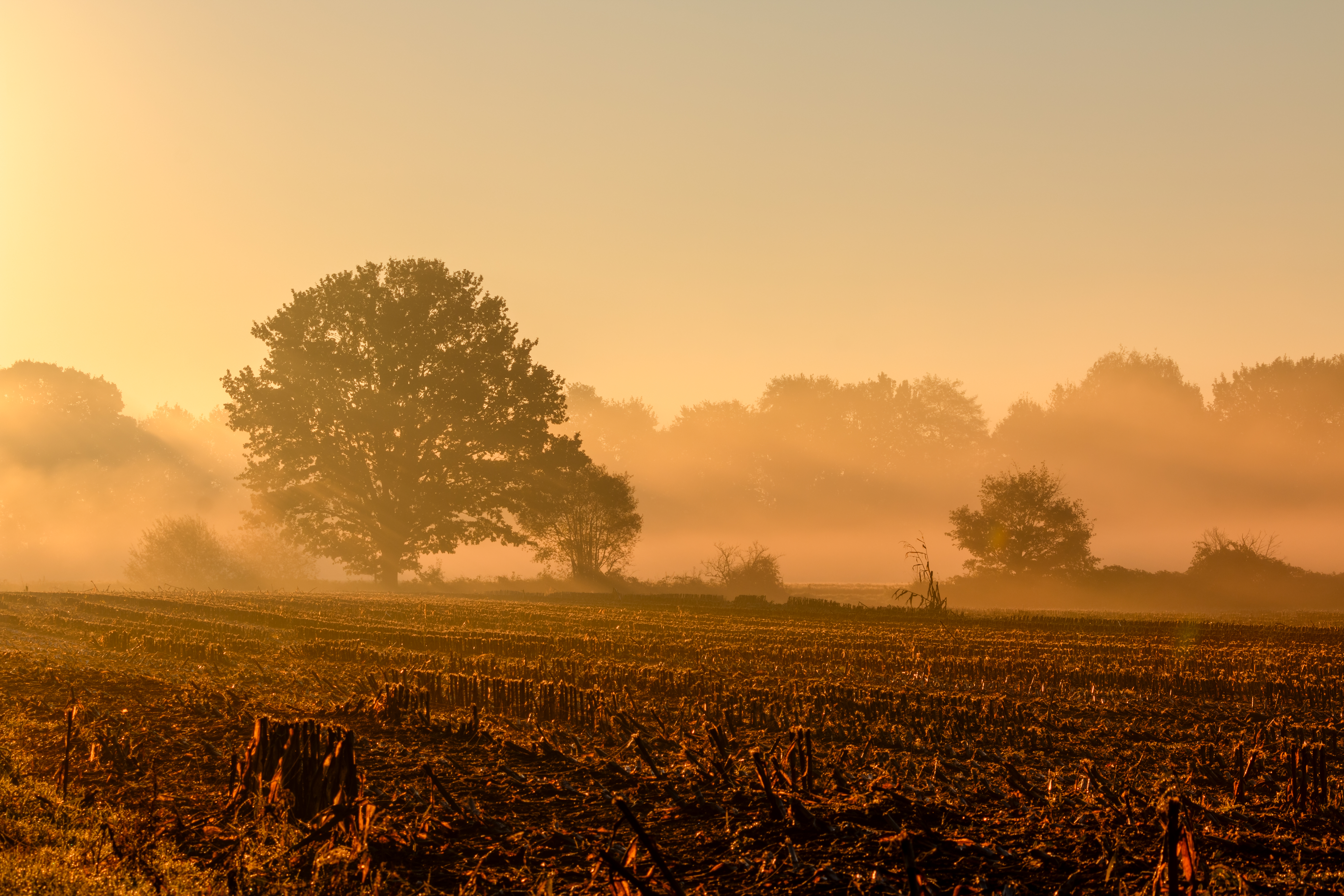
Sonnenaufgang in der Bauerschaft Börnste bei Kirchspiel

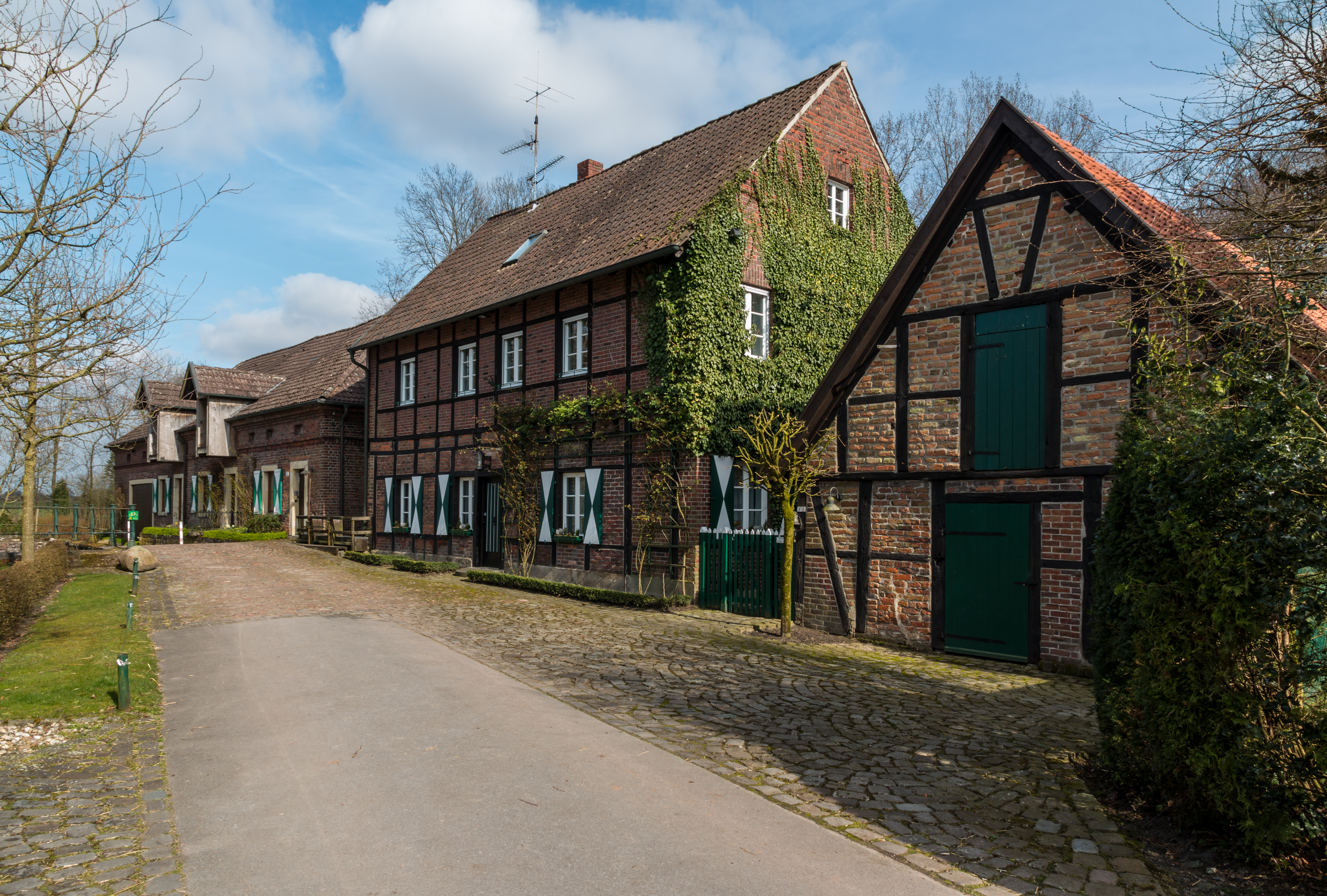
Ehem. Getreidemühle in Weddern

Kirchspiel ist ein Ortsteil und ursprünglich ein Kirchspiel von Dülmen im westlichen Münsterland und umgibt den Ortsteil Mitte. Zum Ortsteil gehören mehrere Bauerschaften.

## Geographie

### Gliederung
Zu Kirchspiel gehören die Bauerschaften Börnste, Daldrup, Dernekamp, Empte, Mitwick, Leuste, Rödder, Weddern (mit Karthaus) und Welte.

## Geschichte
Im 9. Jahrhundert wurde dem Haupthof in Dülmen vom Bischof eine Kirche gestiftet, die unter dem Patronat des Heiligen Viktor stand. Mit dem Bevölkerungswachstum entstanden mehr und mehr Hofstellen und auch Adelssitze wie die Häuser Empte, Engsterstein, Osthof, Ueding, Visbeck und Weddern.
Das Haus Weddern wurde von Gerhard von Keppel im Jahr 1477 an den Kartäuserorden übertragen. Die Kartause Marienburg war das einzige Kartäuserkloster in Westfalen. Seit der Aufhebung des Klosters 1804 zeugen nur die Kirche und einige Wirtschaftsgebäude von dessen Existenz.
Die Willkommschatzung von 1498 zählt 214 Hofstätten außerhalb der Stadtmauern. Bei den bestehenden Höfen entstanden neue Siedelstätten, die in erster Linie von Tagelöhnern und Handwerkern genutzt wurden.
Die Gemeinheitsteilung von 1844 schließlich sorgte für die Schaffung der Kulturlandschaft, die auch heute noch besteht.
Obwohl die Bewohner in Stadt- und Landbewohner aufgeteilt wurden, besuchten alle bis 1938 die einzige Pfarrkirche: St. Viktor.
Stadt und Kirchspiel Dülmen waren mit der Landesburg Haus Dülmen bis 1803 eingebunden in das historische Amt Dülmen und im Archidiakonat des Vizedomus.
Seit 1815 bildeten die Bauerschaften des Kirchspiels Dülmen eine eigene Gemeinde. Sie wurde zusammen mit Merfeld zum Amt Dülmen zusammengefasst. Am 1. April 1930 wurde zudem Hausdülmen eingemeindet. Am 1. Januar 1975 wurde die Gemeinde Kirchspiel Dülmen in die Stadt Dülmen eingegliedert.

### Wappen
| Wappen der früheren Gemeinde Kirchspiel Dülmen | Blasonierung: „Geteilt von Gold (Gelb) und Blau; oben wachsend das Hüftbild des heiligen Viktor in naturfarbenen Lederkoller, blauer Tunika, naturfarbenen Helm und silbernem (weißen) Nimbus, mit einem grünen Palmwedel in der Rechten und einem schwarzen Buch in der Linken; unten ein goldenes (gelbes) Schräggitter.“ |
| Wappen der früheren Gemeinde Kirchspiel Dülmen | Wappenbegründung: Das Wappen wurde am 5. Mai 1952 vom nordrhein-westfälischen Innenminister verliehen. Es zeigt oben den Ortspatron, den hl. Viktor, und unten das Schräggitter aus dem Wappen der Herren von Merveldt, welche früher großen Einfluss in der Gegend hatten.                                                 |

## Kultur und Sehenswürdigkeiten

### Bauwerke
- Haus Visbeck (und Marienkapelle)
- Haus Empte

### Kirchen und Klöster
- Die Kirche St. Jakobus gehörte zum ehemaligen Kartäuserkloster und dient den Herzögen von Croÿ als Grablege.
- Kapelle St. Michael

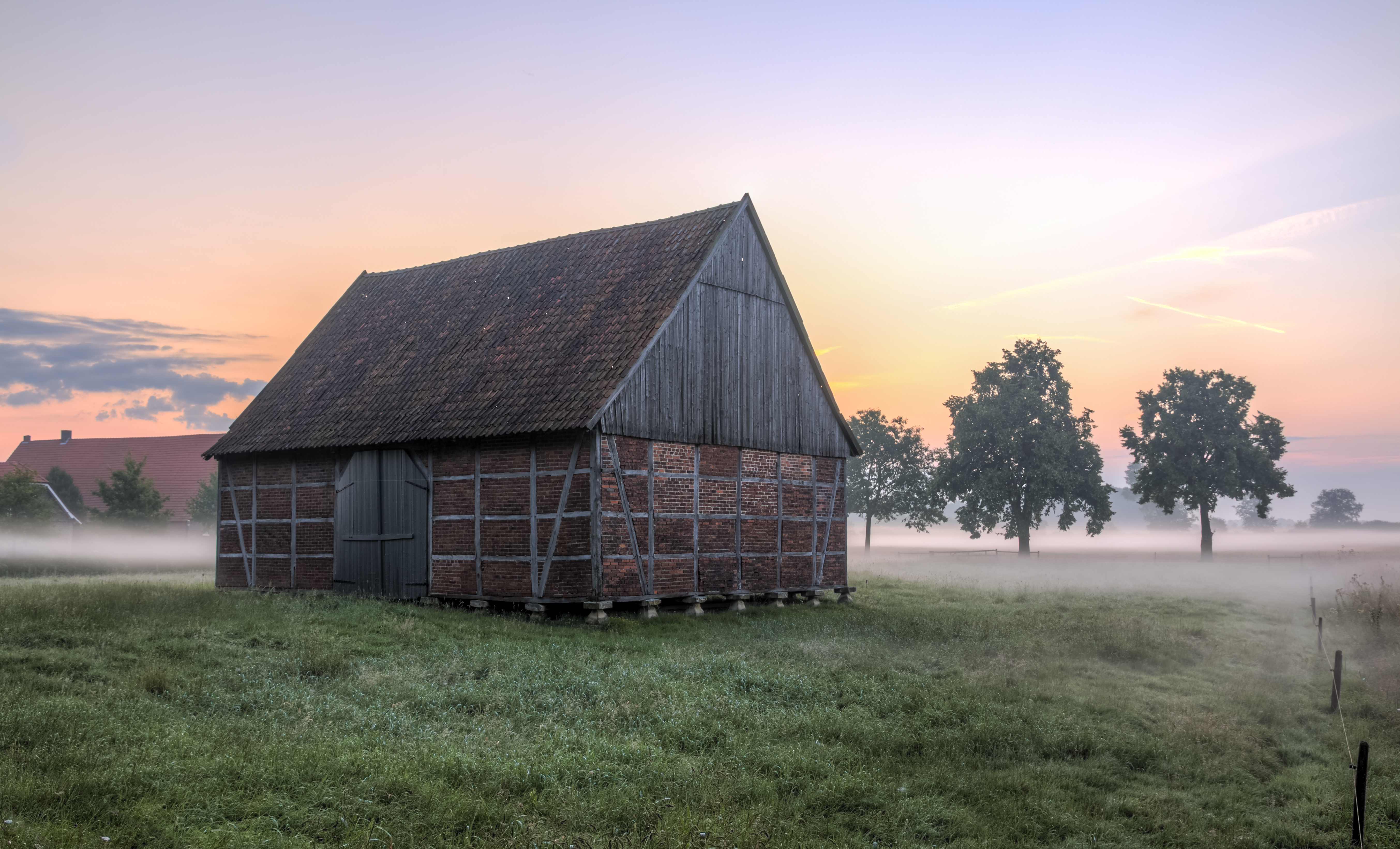
Mäusescheune, Rödder
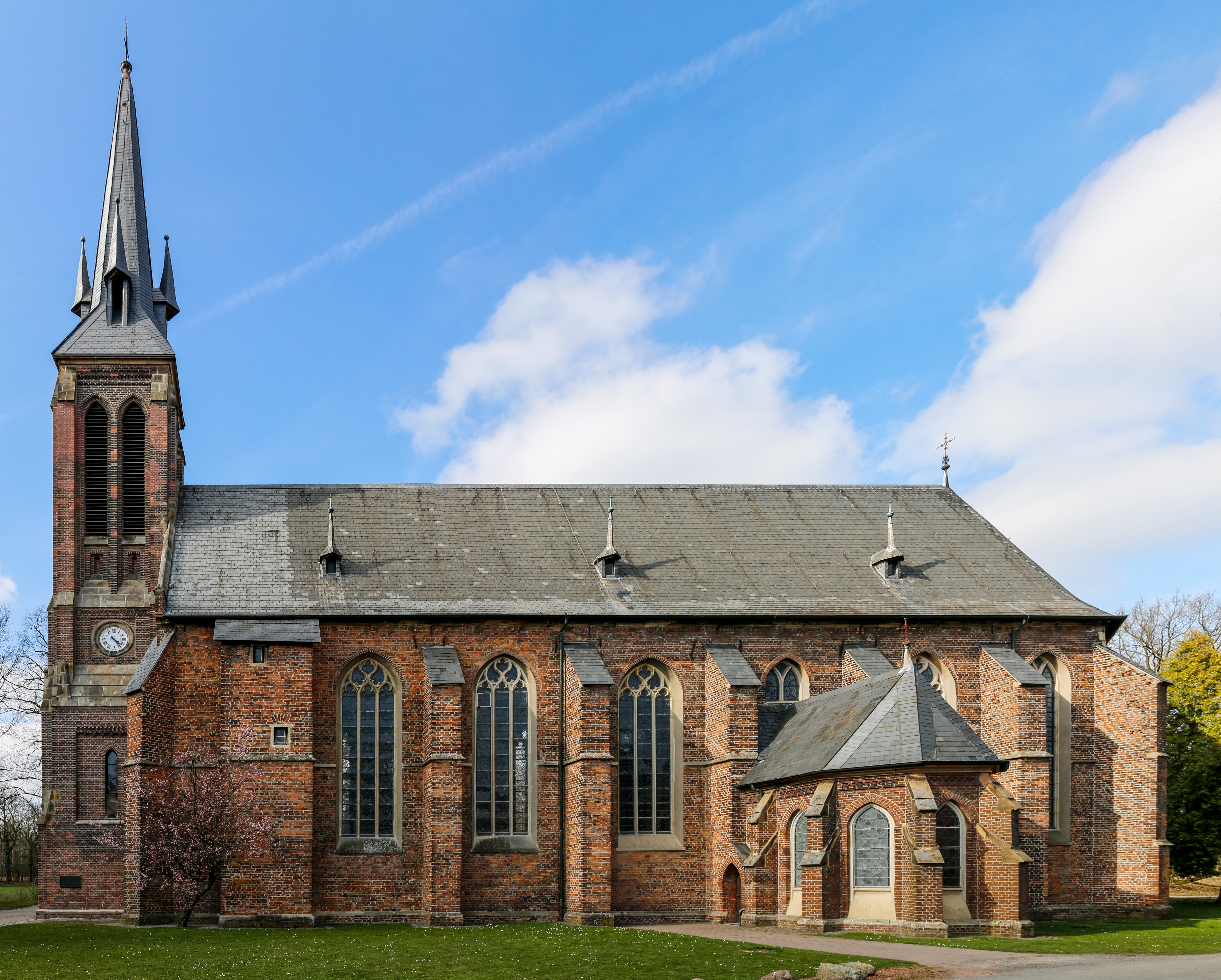
St.-Jakobus-Kirche
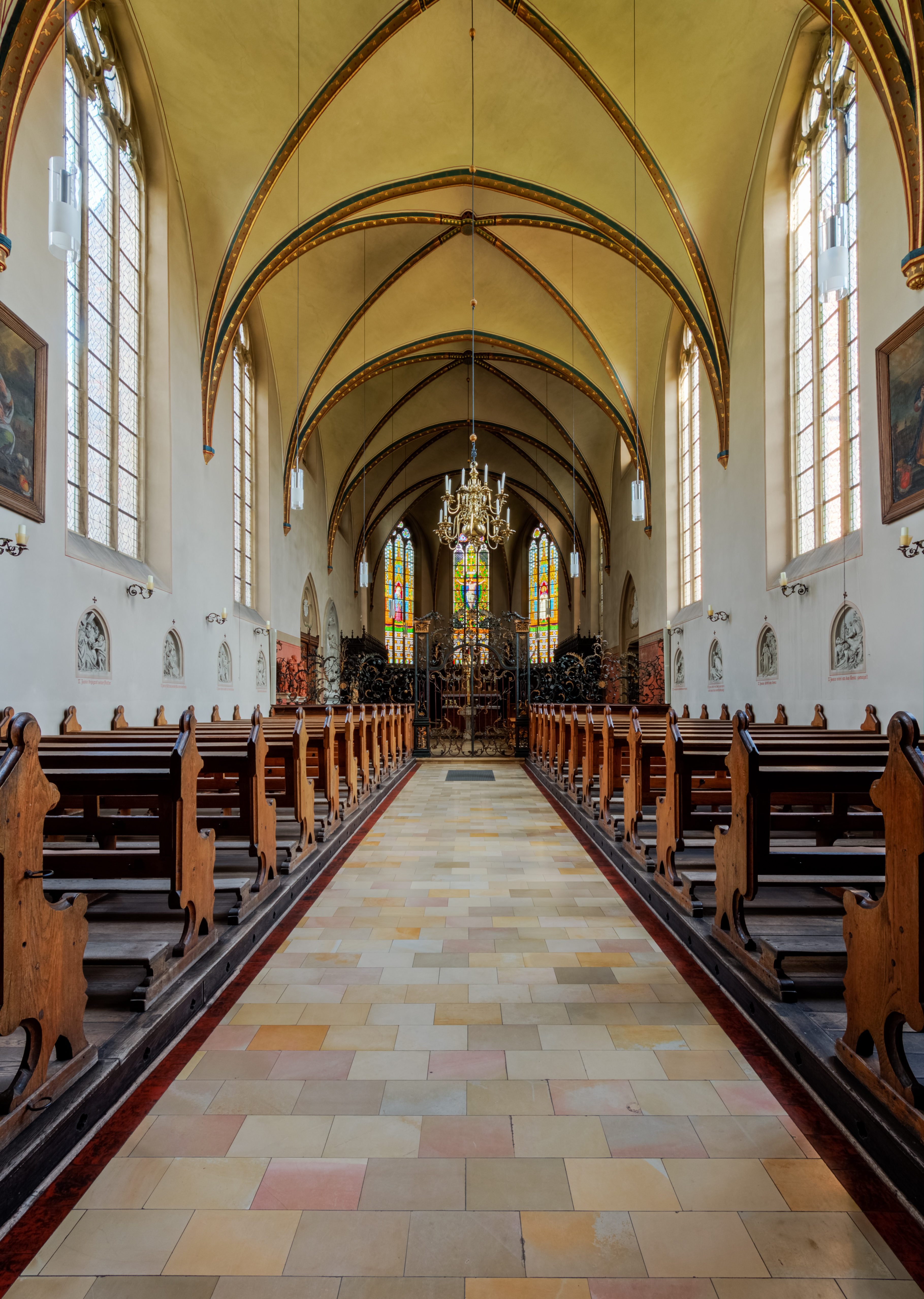
Innenansicht der St.-Jakobus-Kirche

Kirchspiel
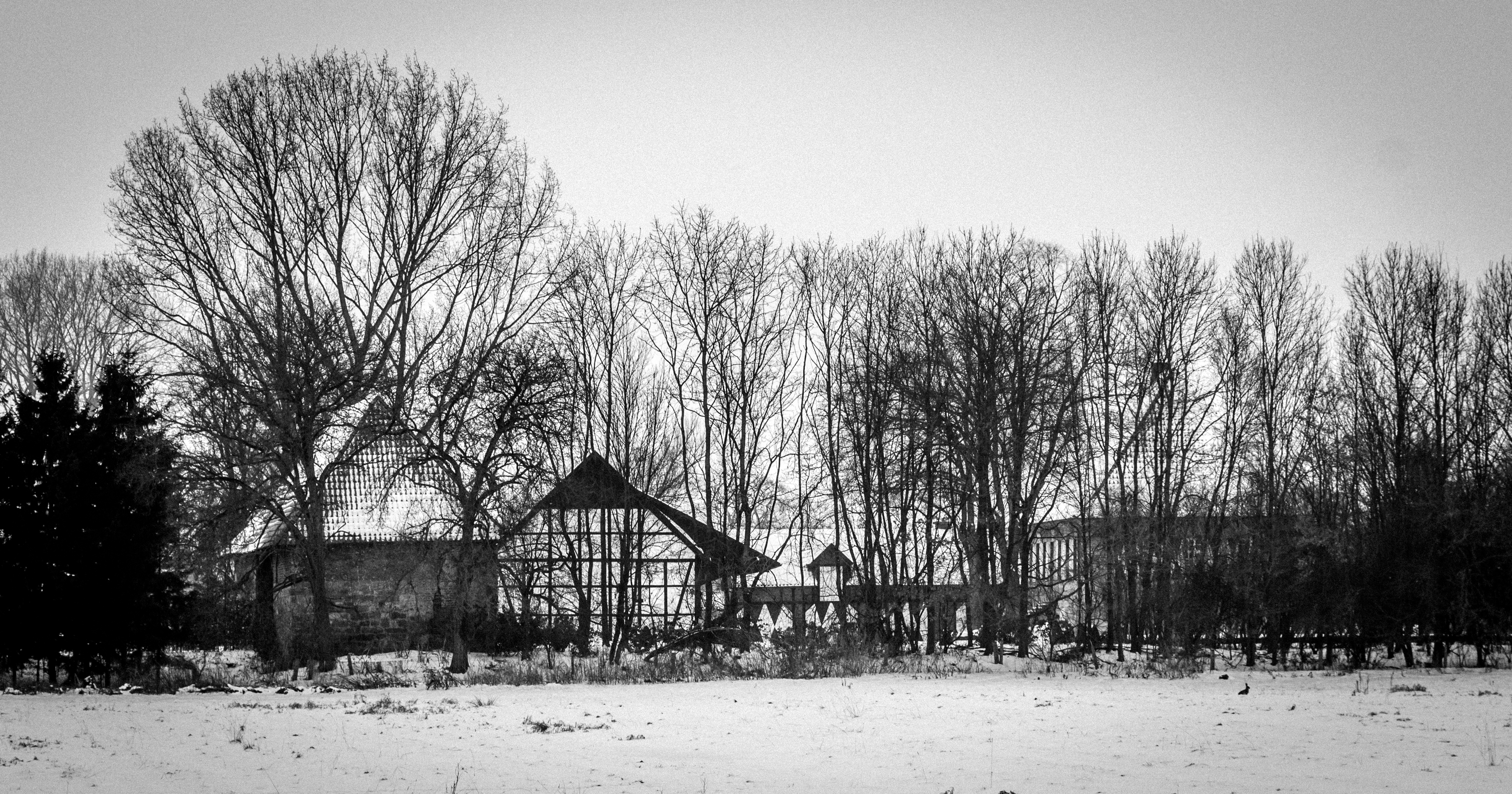
Haus Empte in der Bauerschaft Empte
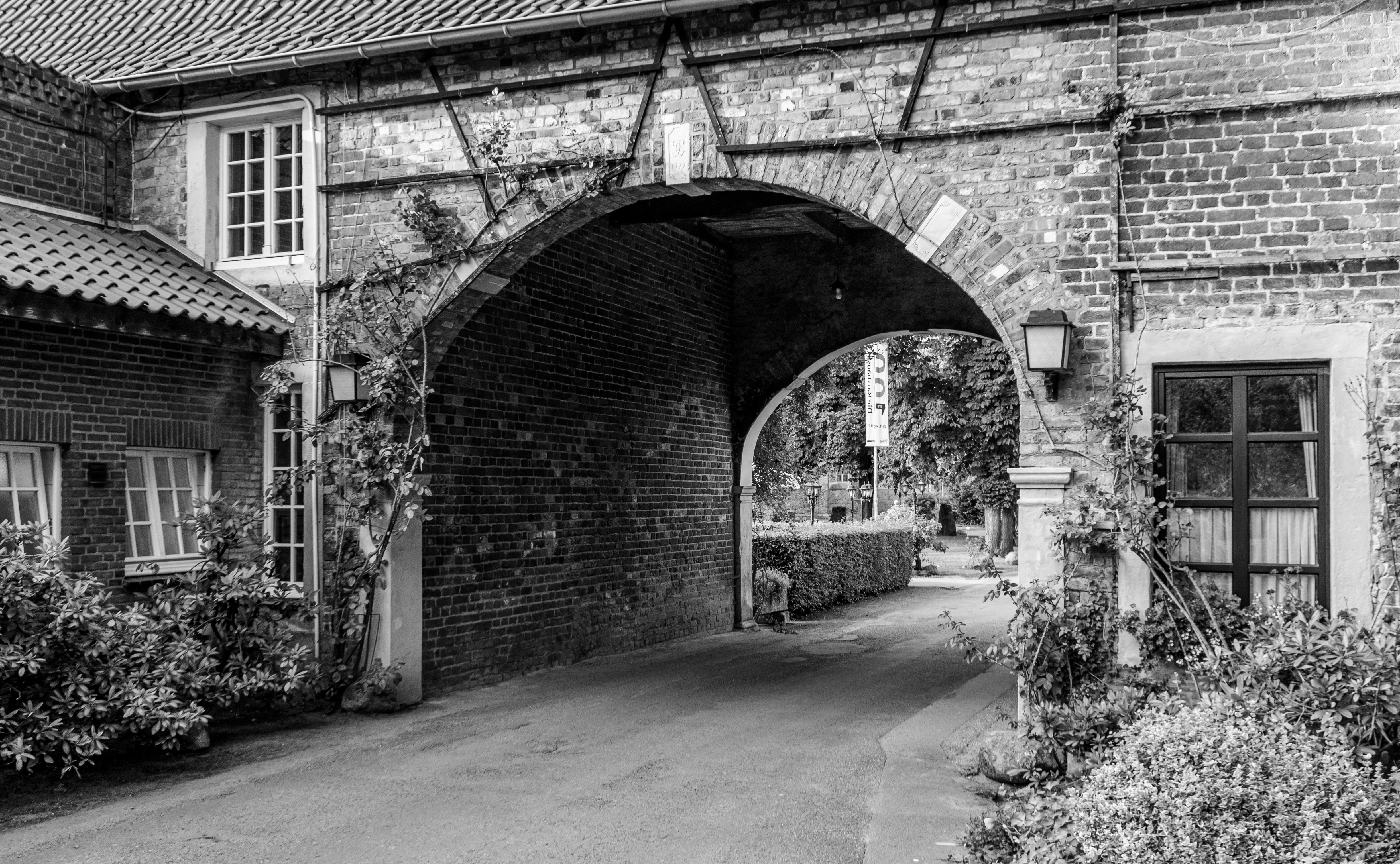
Zugang zu Karthaus in der Bauerschaft Weddern
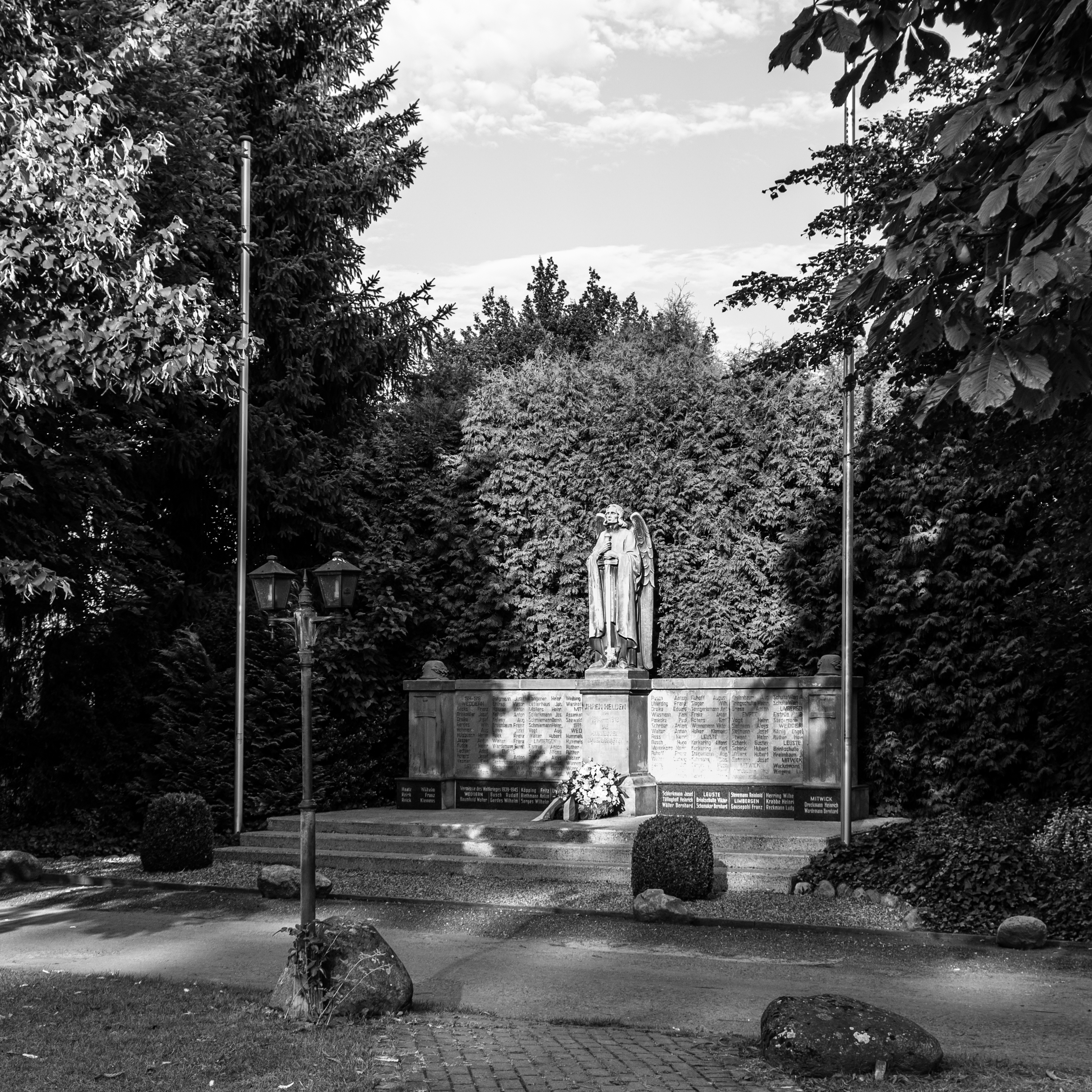
Kriegerdenkmal in Karthaus in der Bauerschaft Weddern
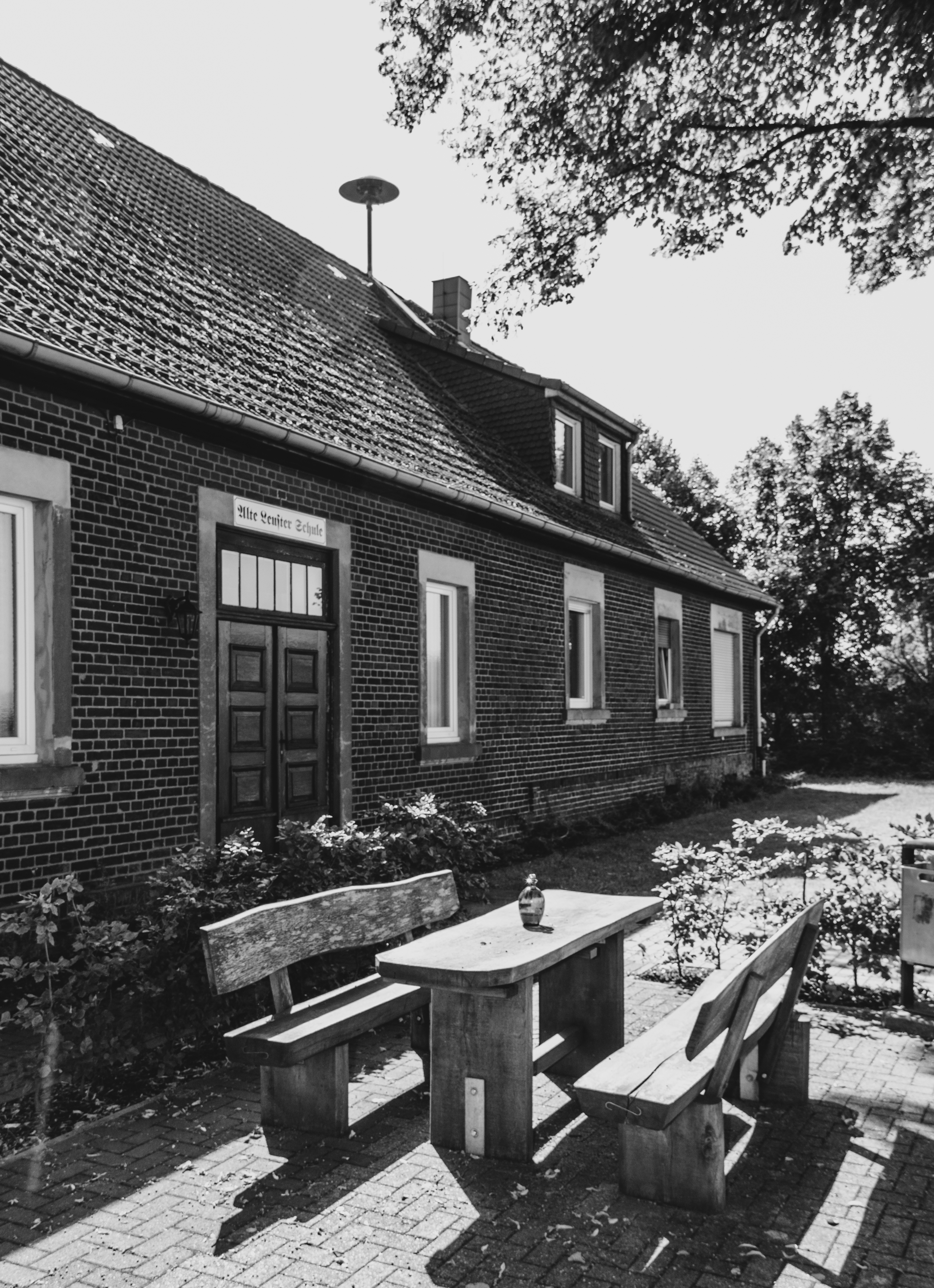
Ehemalige Bauerschaftschule in der Bauerschaft Leuste
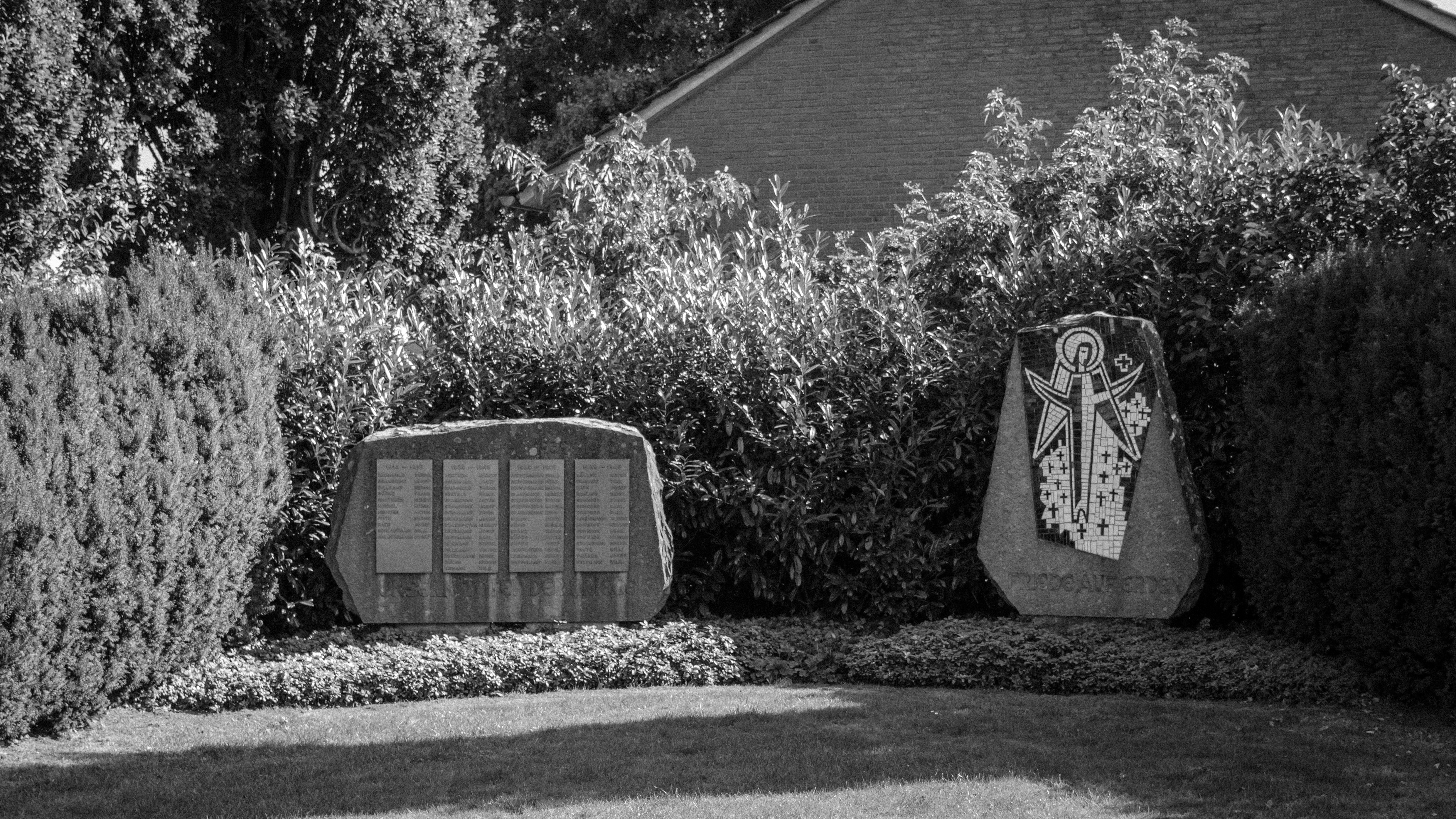
Kriegerdenkmal in der Bauerschaft Rödder
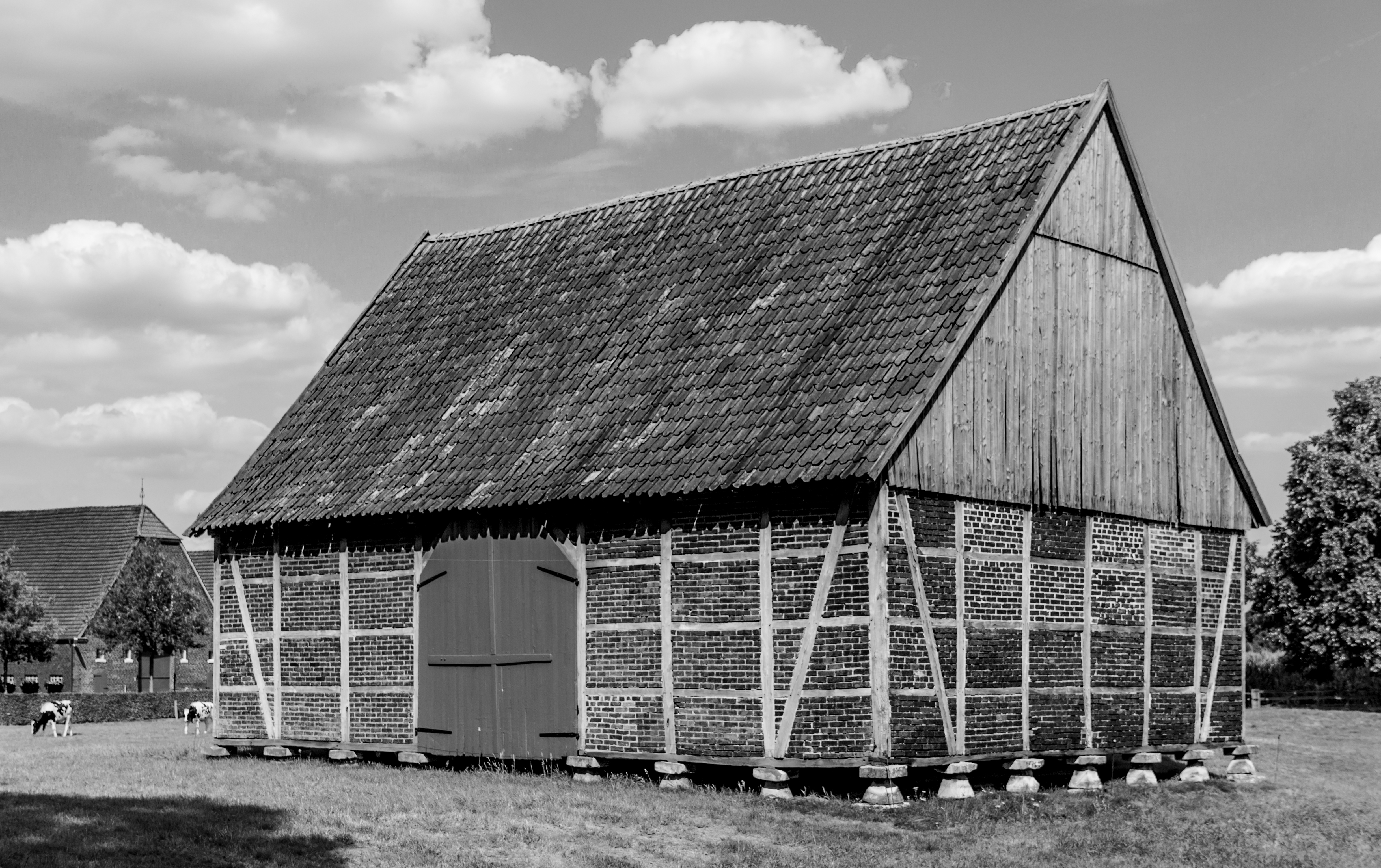
Mäusescheune in der Bauerschaft Rödder
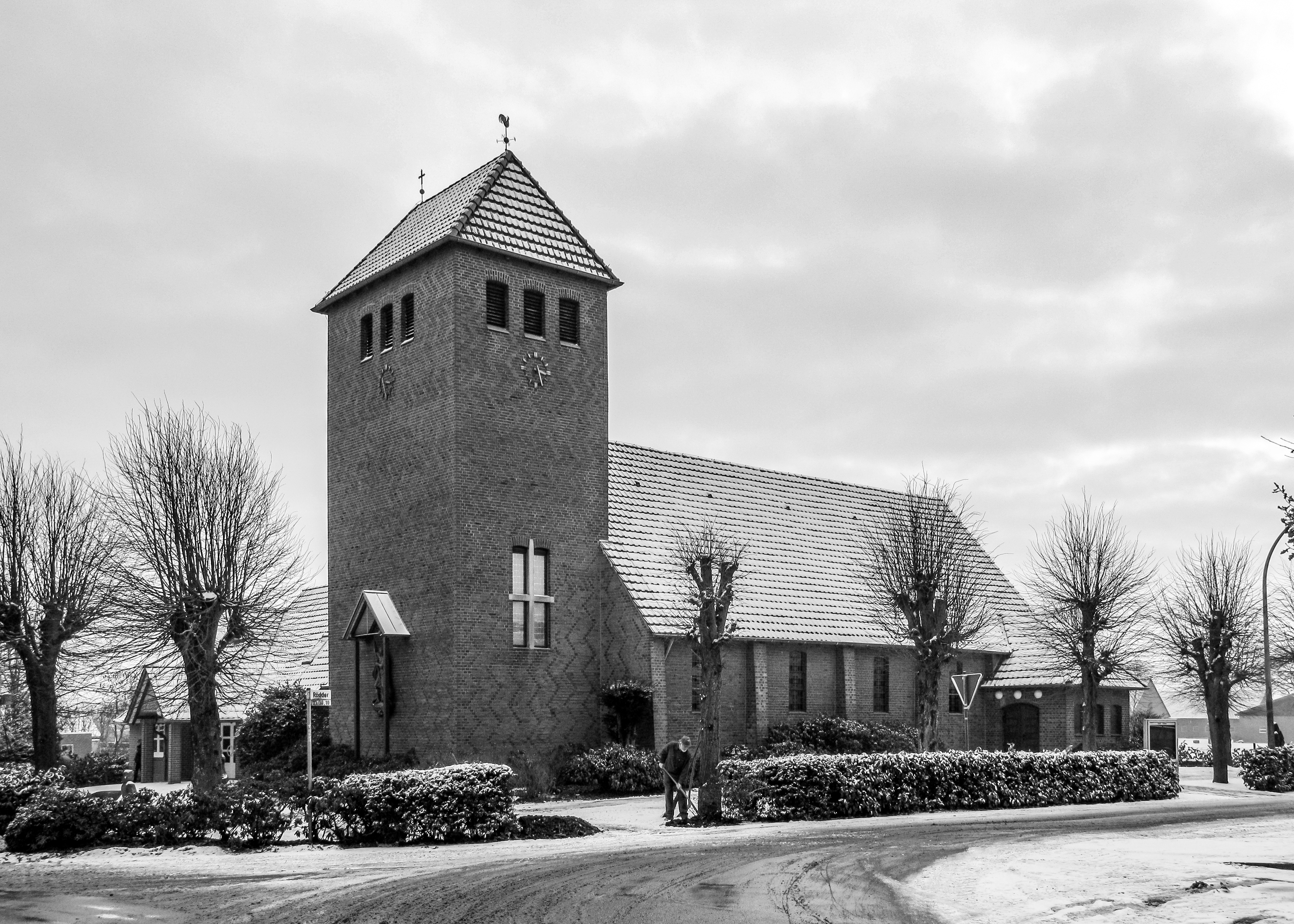
St.-Michael-Kapelle in der Bauerschaft Rödder
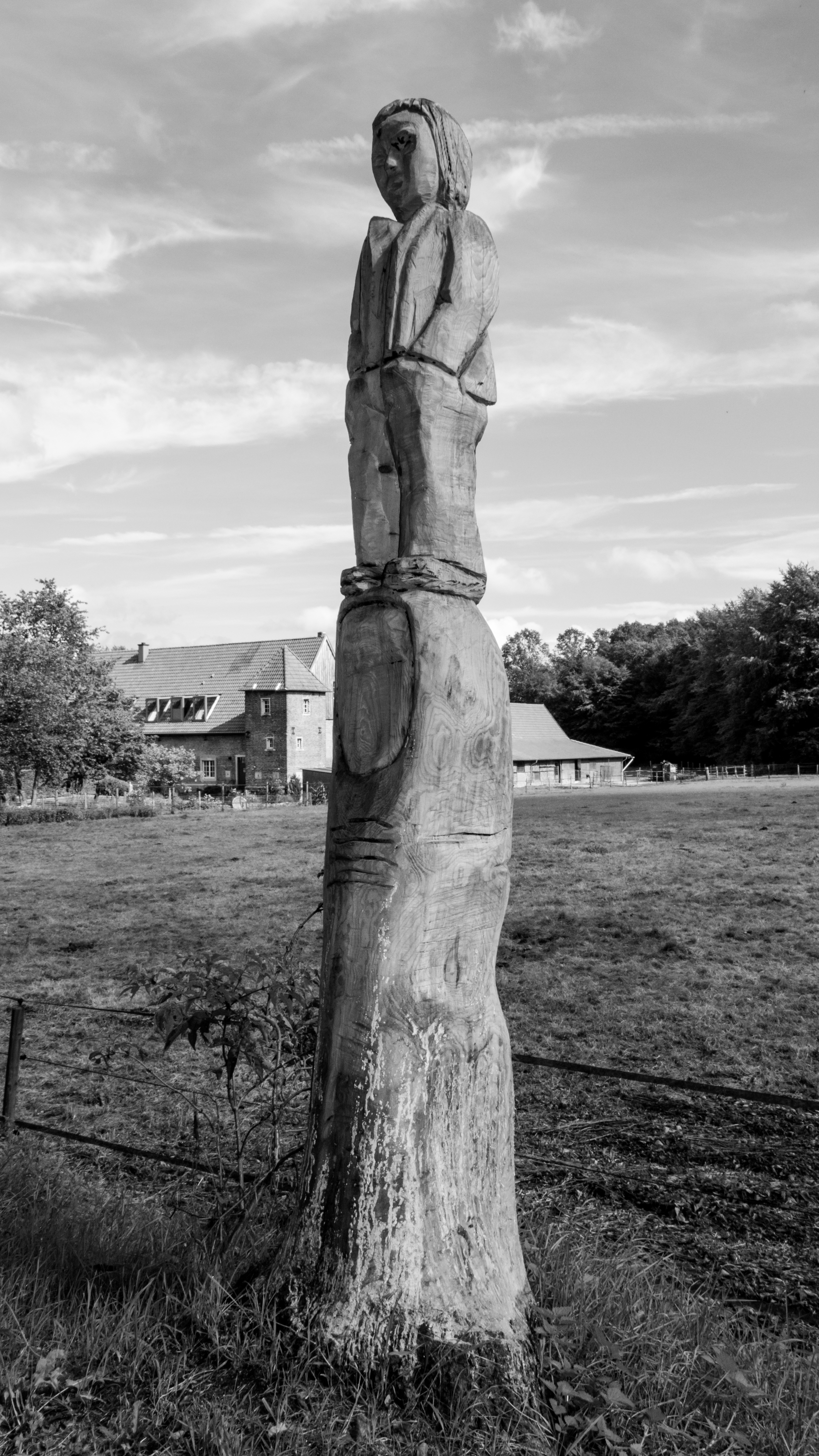
Märchenpfad beim Haus Visbeck in der Bauerschaft Dernekamp
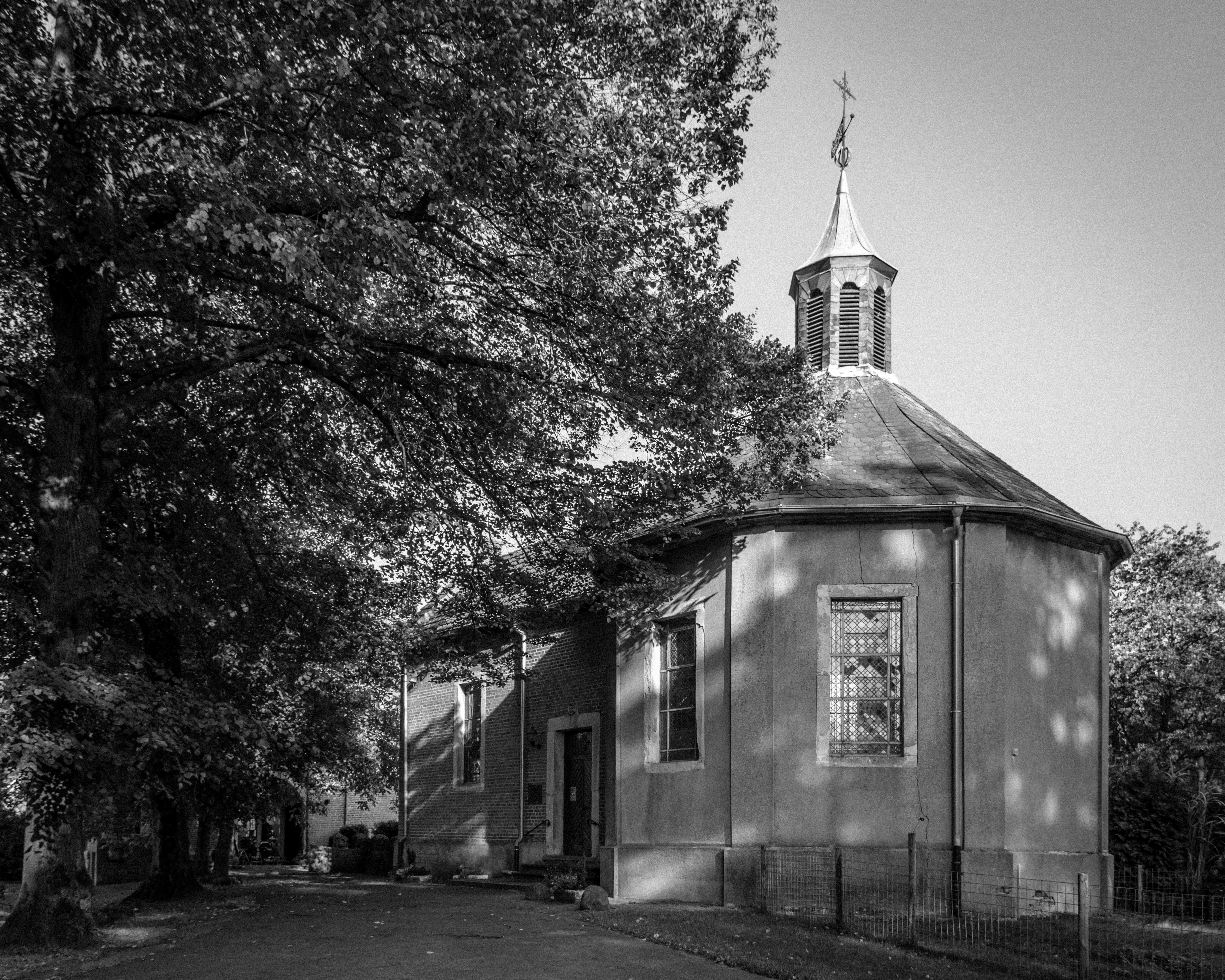
Marienkapelle beim Haus Visbeck in der Bauerschaft Dernekamp
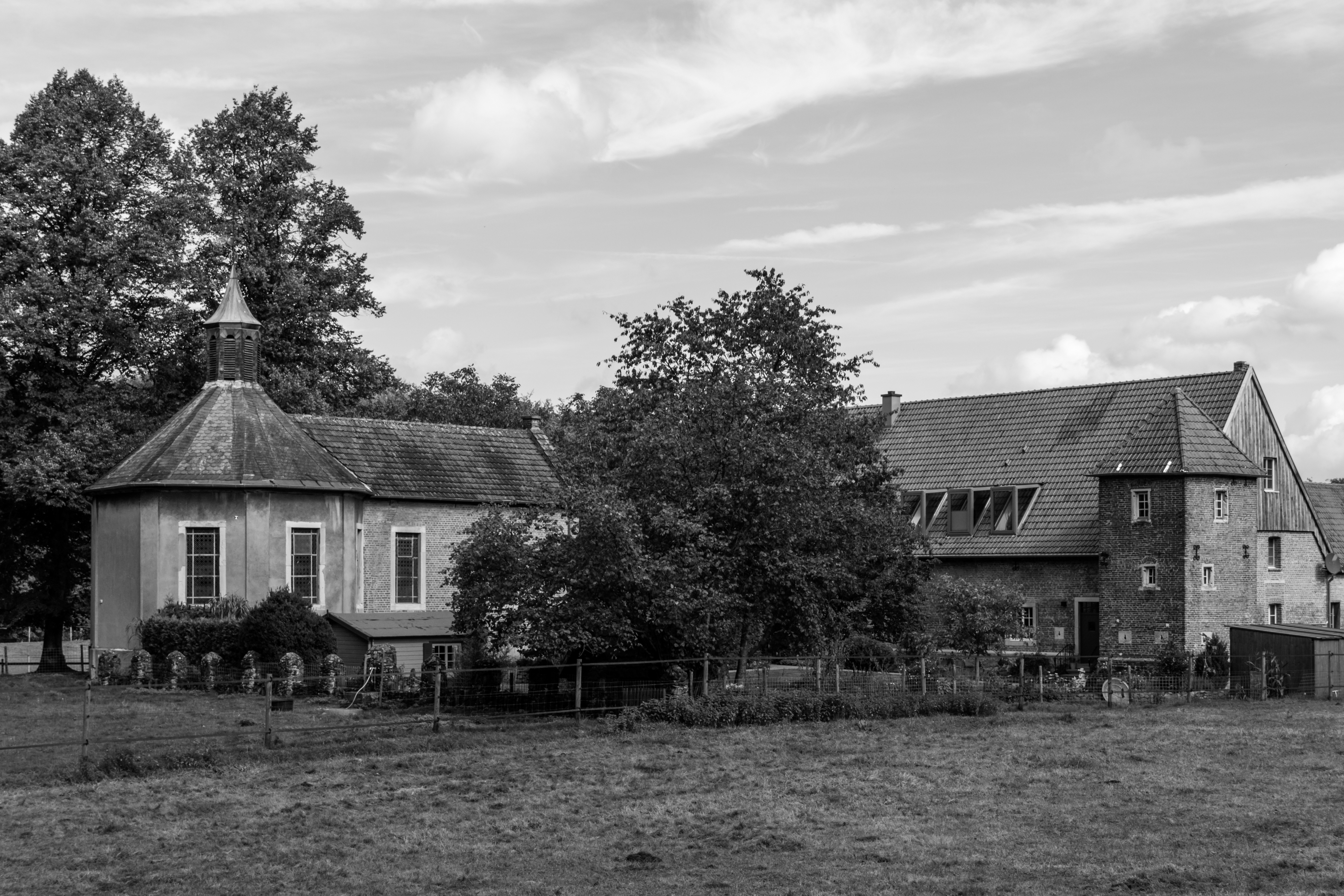
Marienkapelle und Haus Visbeck in der Bauerschaft Dernekamp
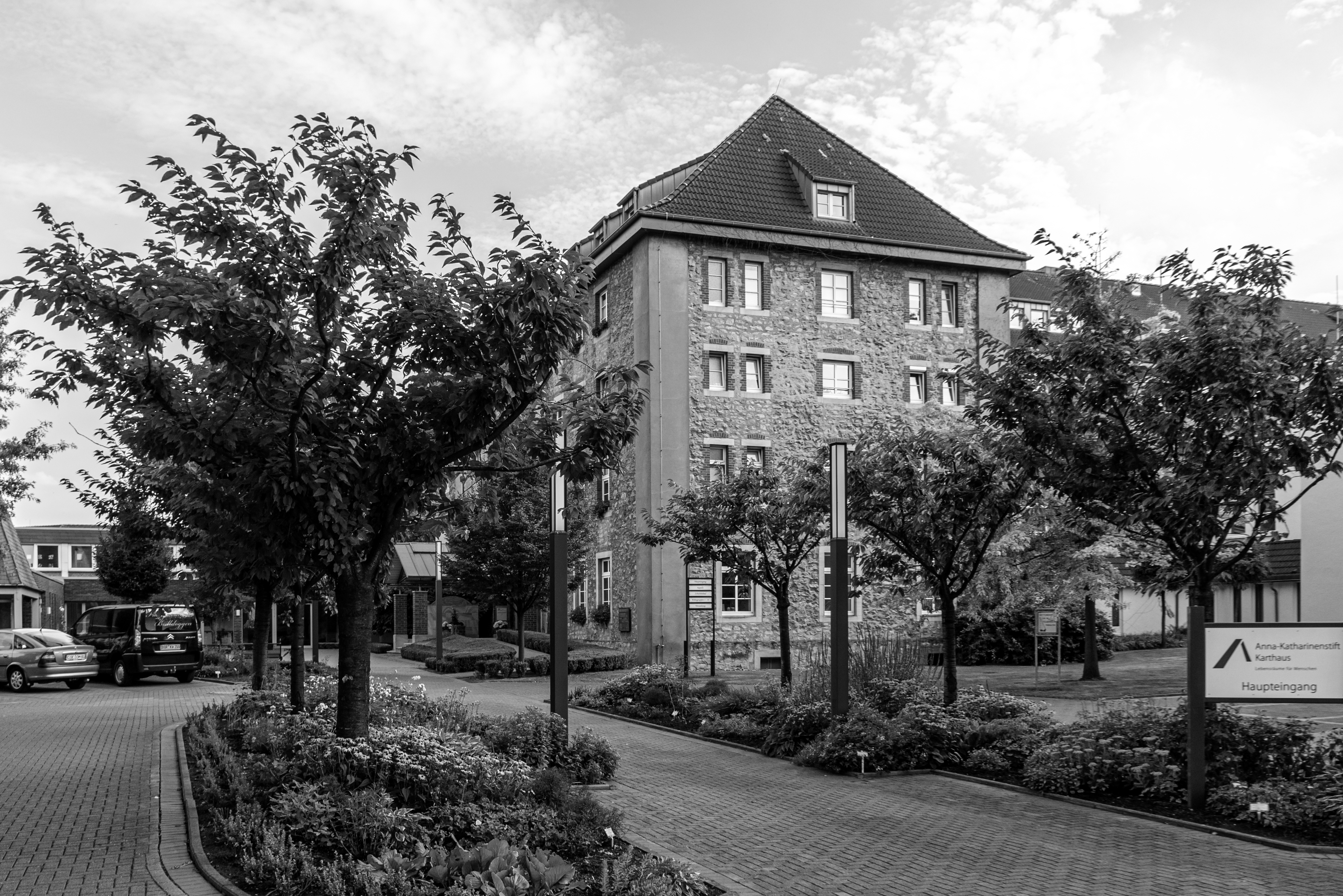
Anna-Katharinenstift (nahe Karthaus) in der Bauerschaft Weddern
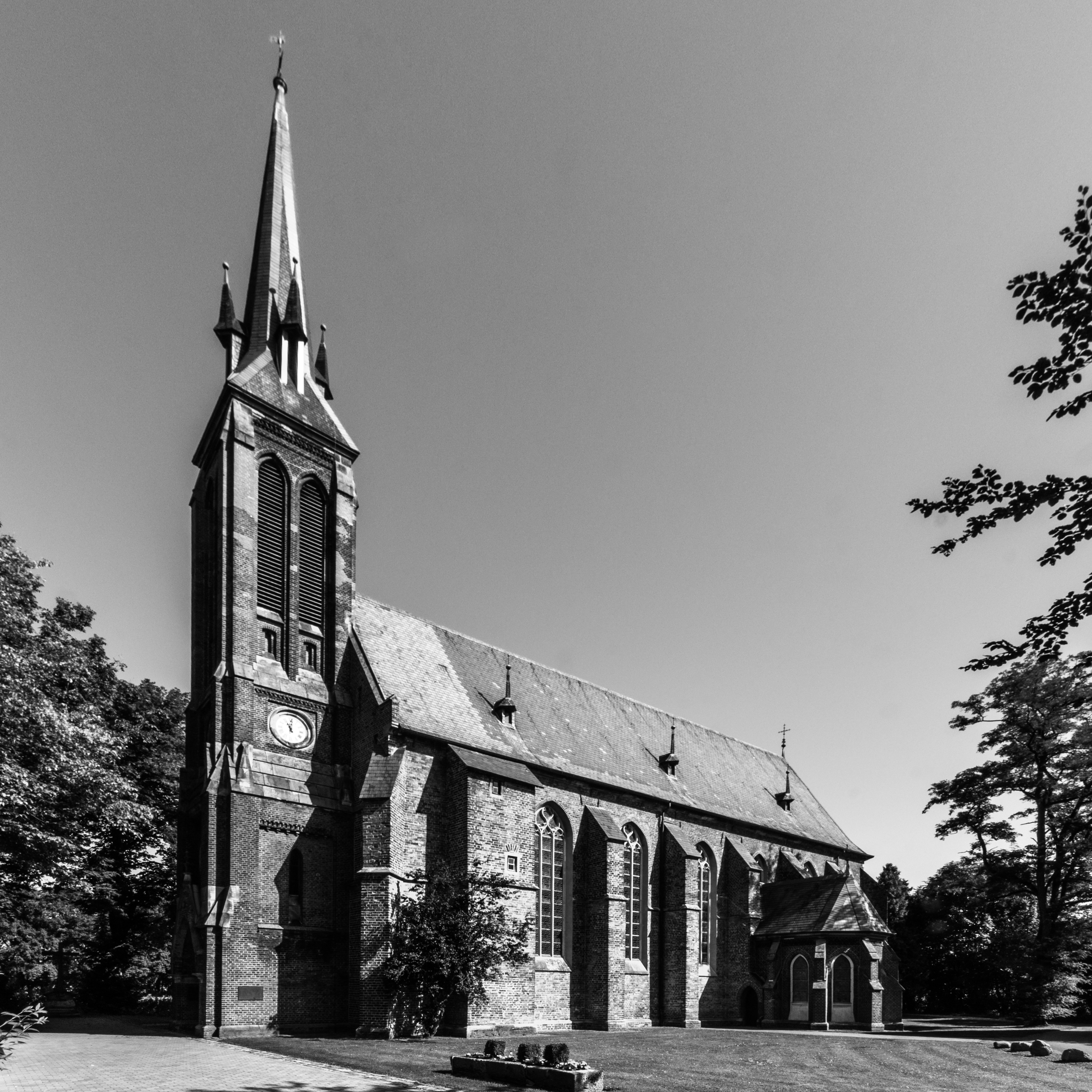
St.-Jakobus-Kirche (Karthaus) in der Bauerschaft Weddern